# Mendenhall (fiume)
Il fiume Mendenhall è un fiume dell'Alaska a nord della capitale Juneau nella Valle Mendenhall.
Il fiume ha origine dal Lago Mendenhall, il quale è situato alla base del Ghiacciaio Mendenhall.

## Rafting sul fiume
Il fiume Mendenhall è lungo circa 9 km, di cui 1,6 km costituiti da rapide. I mesi migliori per praticare il rafting sul fiume vanno da maggio a settembre. I punti più interessanti del tratto turbolento del fiume sono Scott's Iatola (o Iatolla) Hola, Tourist Trap e Pinball Alley. Le rapide terminano vicino all'Aeroporto Internazionale di Juneau.

## Inondazioni
Quando il fiume supera di 3,7 m il livello di guardia si hanno problemi secondari, che diventano invece più estesi quando si va oltre i 4,3 m sopra detto livello. Quando il fiume è sopra i livello di guardia è probabile che, contemporaneamente, anche altre aree come il Montana Creek, il Jordan Creek e il lago Mendenhall siano soggetti a inondazioni.

## Notizie di interesse
- Il 20 ottobre 1998, il fiume raggiunse la maggior portata mai registrata con 350 m³/s.
- Il fiume è stato così ribattezzato in onore di Thomas Corwin Mendenhall, sovrintendente dello U.S. Coast and Geodetic Survey (1889-1894).